# Kurzstieliger Leder-Täubling
Der essbare Kurzstielige Leder-Täubling (Russula curtipes) ist ein Pilz aus der Familie der Täublingsverwandten. Es handelt sich um einen mittelgroßen Täubling mit einem fleischrötlichen bis weinroten, oft ockerfleckigen Hut, sattgelben, spröden Lamellen und einem gedrungenen Stiel. Das Sporenpulver ist ocker- bis dottergelb. Man findet den Täubling am häufigsten in Buchen- oder Buchenmischwäldern auf neutralen bis leicht basischen Böden. Die Fruchtkörper erscheinen zwischen Juli und September.

## Merkmale

### Makroskopische Merkmale
Der Hut des Kurzstieligen Leder-Täublings ist 3–10 (14) cm breit. Anfangs ist er gewölbt, aber schon bald niedergedrückt. Jung ist der Hutrand klebrig feucht, sodass der Hut oft mit Laubstreu beklebt ist. Doch die Oberfläche trocknet schnell ab und ist dann glanzlos und matt. Bei Trockenheit kann sie auch körnig sein, ist aber nur selten leicht konzentrisch gerunzelt. Die Hutfarbe ist fleischrosa bis weinrot, seltener auch braunrot bis kakaobraun gefärbt. Schon bald bleicht der Hut von der Mitte her aus und ist dann ocker- bis cremefarben gefärbt. Oft hat der Hut auch eine olivfarbene Tönung.
Die Lamellen bleiben lange blass, bevor sie sich bei Reife satt ockergelb färben. Sie splittern leicht. Beim jungen Fruchtkörper stehen die Lamellen ziemlich dicht, später jedoch schon fast entfernt. Sie sind am Stiel abgerundet angewachsen und oft stark gegabelt. Am Grund sind sie queradrig bis wellig verbunden. Auch das Sporenpulver ist intensiv ockergelb.
Der weiße Stiel ist meist kurz und dick, etwa 3–5 (7) cm lang und 1,5–3 cm breit und normalerweise kürzer als der Hutdurchmesser. Der Stiel muss aber nicht immer, wie der Name sagt, ausgesprochen kurz sein, meist wirkt er aber gedrungen. Er kann einen gelblichen Schein aufweisen, ist aber im Gegensatz zu anderen Leder-Täublingen niemals rötlich überhaucht. Das Fleisch ist fest und weiß und schmeckt mild. Der Geruch ist unauffällig, bisweilen schwach fruchtig. Alte Exemplare können auch schwach käsig riechen. Mit Eisen(II)sulfat verfärbt sich das Fleisch graurosa und mit Guajak blaugrün, während Phenol eine rotbraune Farbreaktion hervorruft.

### Mikroskopische Merkmale
Die rundlichen bis elliptischen Sporen sind 7–9,5 µm lang und 6–7,5 µm breit. Der Q-Wert (Quotient aus Sporenlänge und -breite) ist 1,1-1,3. Das Sporenornament wird bis zu 0,8 µm hoch und besteht aus teils isolierten, ziemlich kurzen, abgestumpften Warzen und teils aus gratig verschmolzenen Graten, die teilweise netzig verbunden sind.
Die keuligen, (2) 4-sporigen Basidien messen 40–60 × 12–14 µm. Die spindeligen bis zylindrischen Pleurozystiden tragen an ihrer Spitze häufig ein Anhängsel und sind 52–72 µm lang und 7–9 µm breit. Die zahlreichen, spindeligen Cheilozystiden messen 53–80 × 7–13 µm. Alle Zystiden färben sich mit Sulfobenzaldehyd grauschwarz an.
Die Huthaut besteht aus zylindrischen, septierten, mehrheitlich nahe der Basis verdickten und so pfriemförmig erscheinenden Hyphen-Endzellen, die teilweise verzweigt sind. Sie sind 2–5 µm breit. Neben den Hyphen findet man wenige, zylindrische bis schwach keulige und septierte Pileozystiden, die nicht inkrustiert sind. Sie sind 3–7 µm breit und färben sich mit Sulfobenzaldehyd grauschwarz an.

## Artabgrenzung
Es gibt einige Täublinge, die einen weinrötlichen bis weinbräunlichen Hut und ockergelbes Sporenpulver haben und im Buchenwald wachsen. Der Rotstielige Ledertäubling (Russula olivacea) ist meist größer und hat einen längeren Stiel. Sein Fleisch verfärbt sich mit Phenol violettrot (wie Heidelbeersaft). Der Buchen-Herings-Täubling (Russula faginea) kann am leichtesten durch seinen Heringsgeruch und seine schwache, hellgraue Eisensulfatreaktion unterschieden werden.
Sehr ähnlich ist der meist etwas größere Weißstielige Leder-Täubling, der einen ebenfalls weißen Stiel hat. Seine Lamellen und sein Sporenpulver sind meist kräftiger ockergelb gefärbt und sein Hut hat eine mehr violette Färbung und weist auch grünliche Partien auf. Außerdem unterscheidet er sich durch seine deutlich netzig ornamentierten Sporen.

## Ökologie
Der Kurzstielige Leder-Täubling kommt in mesophilen Buchen oder Buchen-Tannenwälder vor, gelegentlich findet man ihn auch in Eichen-Hainbuchenwäldern. Er bevorzugt flache bis mittelgründige, neutrale bis alkalische, schwach bis mäßig nährstoffhaltige, lockere, humose, frische Braunerden über Kalkgestein. Die Fruchtkörper erscheinen von Juli bis September, selten später.

Wie alle Täublinge ist der Kurzstielige Leder-Täubling ein Mykorrhizapilz, der meist mit Rotbuchen eine Partnerschaft eingeht. Er kann aber auch eine Symbiose mit Eichen, seltener mit anderen Laubbäumen eingehen.

## Verbreitung

Europäische Länder mit Fundnachweisen des Kurzstieligen Leder-Täublings.
Legende:
Länder mit Fundmeldungen
Länder ohne Nachweise
keine Daten
außereuropäische Länder

Der Kurzstielige Leder-Täubling ist eine europäische Art, die in Westeuropa (Frankreich, Benelux), Mitteleuropa und Süd-Skandinavien vorkommt.
In Deutschland kommt der Pilz im Norden selten und im Süden (Baden-Württemberg und Bayern) und Südwesten (Saarland) zerstreut vor.
Auf der Roten Liste wird er in der Gefährdungskategorie RL3 geführt.

## Systematik

### Infragenerische Einordnung
Als relativ großer Täubling mit mildem Geschmack und gelbem bis ockerfarbenem Sporenpulver und nicht inkrustierten Pileozystiden (Dermatozystiden), wird der Kurzstielige Leder-Täubling in die Subsektion Integrinae innerhalb der Sektion Polychomae gestellt (von Inkrustation spricht man, wenn kleine Tröpfchen oder Kristalle an der Zellwand haften, die mit Farbstoffen (z. B. Kabolfuchsin) als körnig anfärbbare Strukturen sichtbar gemacht werden können). Der Kurzstielige Leder-Täubling ist nahe verwandt mit dem recht ähnlichen Weißstieligen Leder-Täubling (Russula romellii).

## Bedeutung
Der Kurzstielige Leder-Täubling ist wie alle mild schmeckenden Täublinge essbar.